# Hussein Onn
Tun Hussein bin Dato' Onn (ur. 12 lutego 1922 w Johor Bahru, zm. 28 maja 1990 w Daly City) – premier Malezji (1976–1981).

## Życiorys
Podczas II wojny światowej walczył z armią brytyjską i indyjską, w 1946 wraz z ojcem brał udział w zakładaniu OMNO (United Malays National Organisation) reprezentującą interesy Malajów w walce o niepodległość, ale zrezygnował z członkostwa, gdy wielorasowa polityka prowadzona przez jego ojca została odrzucona przez partię. Studiował w Instytucie Lincolna w Londynie, w 1960 wrócił do Malezji, gdzie pracował jako prawnik. W 1968 ponownie wstąpił do UMNO, w 1969 został wybrany do parlamentu, 1970–1973 był ministrem edukacji, 1973–1976 wicepremierem, a 1976–1981 premierem.